# Joaquín Planell
Joaquín Planell Riera (Vitoria, 1891 - Madrid, 1969) était un militaire (général d’artillerie), haut fonctionnaire, administrateur d’entreprise et homme politique espagnol.
Après sa formation militaire à l’Académie d’artillerie, où il se fit remarquer par ses aptitudes techniques, Planell fut destiné à différents sites de fabrication de matériel d’artillerie ainsi que dans divers bureaux de recherche dans le domaine de l’armement, effectuant à ce titre plusieurs voyages d’étude à l’étranger. Chargé, pendant la guerre du Rif, d’examiner et de préparer l’emploi de gaz de combat contre les rebelles, il mit en pratique ses résultats en répandant du gaz moutarde sur des bourgades rifaines rebelles. À l’éclatement de la Guerre civile en juillet 1936, il se rangea aux côtés des insurgés et dirigea pendant toute la durée du conflit la fabrication de matériel de guerre au sein du quartier-général de Franco. Dans l’après-guerre mondiale, il assuma la vice-présidence de l’organe dirigiste INI nouvellement fondé, puis prit la tête en 1951 du ministère de l’Industrie, mais fut destitué en 1962, victime du changement de cap de la politique économique et de l’abandon de l’idéal autarcique.

## Biographie

### Jeunes années et formation
Joaquín Planell vint au monde en 1891 dans la ville basque de Vitoria et avait pour père le général de brigade d’artillerie Francisco Planell Massuet. En 1908, il s’enrôla comme volontaire dans le régiment d’artillerie no 2 de Barcelone, où habitait alors la famille, et s’inscrivit en 1910 à l’Académie d’artillerie de Ségovie, où il obtint en juin 1913 le grade de lieutenant en second, et en 1914, en considération de son application, la croix du Mérite militaire avec insigne distinctif blanc. Sa formation militaire terminée, il fut versé en juillet 1915 comme lieutenant en premier dans le régiment d’artillerie de montagne no 1 de Barcelone.
Ayant attiré l’attention de ses supérieurs par ses connaissances techniques, Planell fut muté en juillet 1916 vers la Fabrique d'armes de Trubia, où il allait rester en fonction jusqu’en 1917 et où son zèle lui valut de se voir décerner la croix de 1re classe du Mérite naval en reconnaissance des services rendus à la marine en matière d’armement. Il servit ensuite à Bilbao au sein de la commission chargée d’étudier la fabrication de ferromanganèse par les industries civiles. 
Promu en 1919 capitaine par effet d’ancienneté, il fut désigné chef de l’artillerie de Majorque, encore que, en raison de ses compétences dans le domaine des aciers spéciaux, il ait continué à être sollicité par la Fabrique de Trubia. En 1920, il fut nommé professeur d’arithmétique et d’algèbre à l’École des arts et métiers rattachée à ladite Fabrique. Il s’en alla passer deux mois en Grande-Bretagne à visiter laboratoires et sites sidérurgiques, avant d’être destiné en 1921 au service de l’Artillerie du ministère de la Guerre. Désormais spécialiste reconnu, il fut envoyé dans les ateliers d’artillerie de Barcelone et de Malaga pour y mener des recherches sur le chargement et rechargement des munitions d’artillerie.

### Guerre du Rif
À la suite du désastre d’Anoual, Planell fut missionné d’examiner de 1922 à 1924 la faisabilité de l’emploi de gaz de combat au Maroc et de déterminer un terrain propice à l’installation d’une usine de produits chimiques à usage militaire, et séjourna à cet effet trois mois aux États-Unis pour étudier la fabrication des gaz de combat.
En mars 1924, il se rendit à la base d’artillerie de Melilla et s’établit dans le camp de Tafersit, d’où il prit part à plusieurs opérations militaires. Le haut commandement ayant entre-temps décidé que les gaz de combat seraient répandus au moyen de l’aviation, Planell fut muté comme attaché à l’aérodrome de Nador, afin d’y instruire les aviateurs sur l’emploi de l’ypérite et sur les précautions à observer dans le maniement des projectiles chimiques. Dans cette nouvelle mission, il mena plusieurs expériences d’épandage aérien, d’explosion au sol de bombes lestées et, en guise d’expérience pratique, participa à partir de mai 1924 à des bombardements chimiques contre différents bourgs et villages, tels qu’Al Hoceima, Benu Buyain et Ajdir, quartier-général des rebelles rifains. Des accidents survenus lors de ces essais lui causèrent un ulcère à l’ypérite à l’œil droit, ainsi que, à une autre occasion, de graves blessures nécessitant une prise en charge à l’Hôpital militaire de Melilla.
De retour en Afrique du Nord après un congé de convalescence à Barcelone, il reprit son poste antérieur à la batterie d’obusiers. Le 17 juillet 1924, il franchit le promontoire d’Al Hoceima, et dans la soirée du 20 août 1924 essuya un feu nourri de la part des canons ennemis, auquel son artillerie riposta, mettant hors service les pièces adverses. Planell, quoique grièvement blessé à la tête et légèrement atteint au bras gauche, refusa de céder le commandement pendant l’opération, mais dut être hospitalisé à Melilla le 21. En mai 1926, il se vit confier un poste à Barcelone.

### Carrière en métropole
Le 1er octobre 1925, il monta au grade de commandant pour ses mérites de guerre au Maroc et resta en disponibilité à Barcelone jusqu’en décembre, date où il reprit ses antérieures missions techniques, comme membre de la Direction supérieure technique de l’industrie militaire et comme chef de laboratoire à la Fabrique nationale de produits chimiques Alphonse XIII (Fábrica Nacional de Productos Químicos Alfonso XIII) à San Martín de la Vega (à mi-chemin entre Madrid et Aranjuez). Il prit la tête du service de Fabrication, Études et Projets, puis du service Atelier de précision, Laboratoire et Centre électrotechnique de l’artillerie, avec pour tâche d’unifier les procédures d’analyse. Dans le même temps, il contribua à mettre au point un cours sur l’utilisation tactique des gaz de combat et sur les moyens de se protéger de ceux-ci.

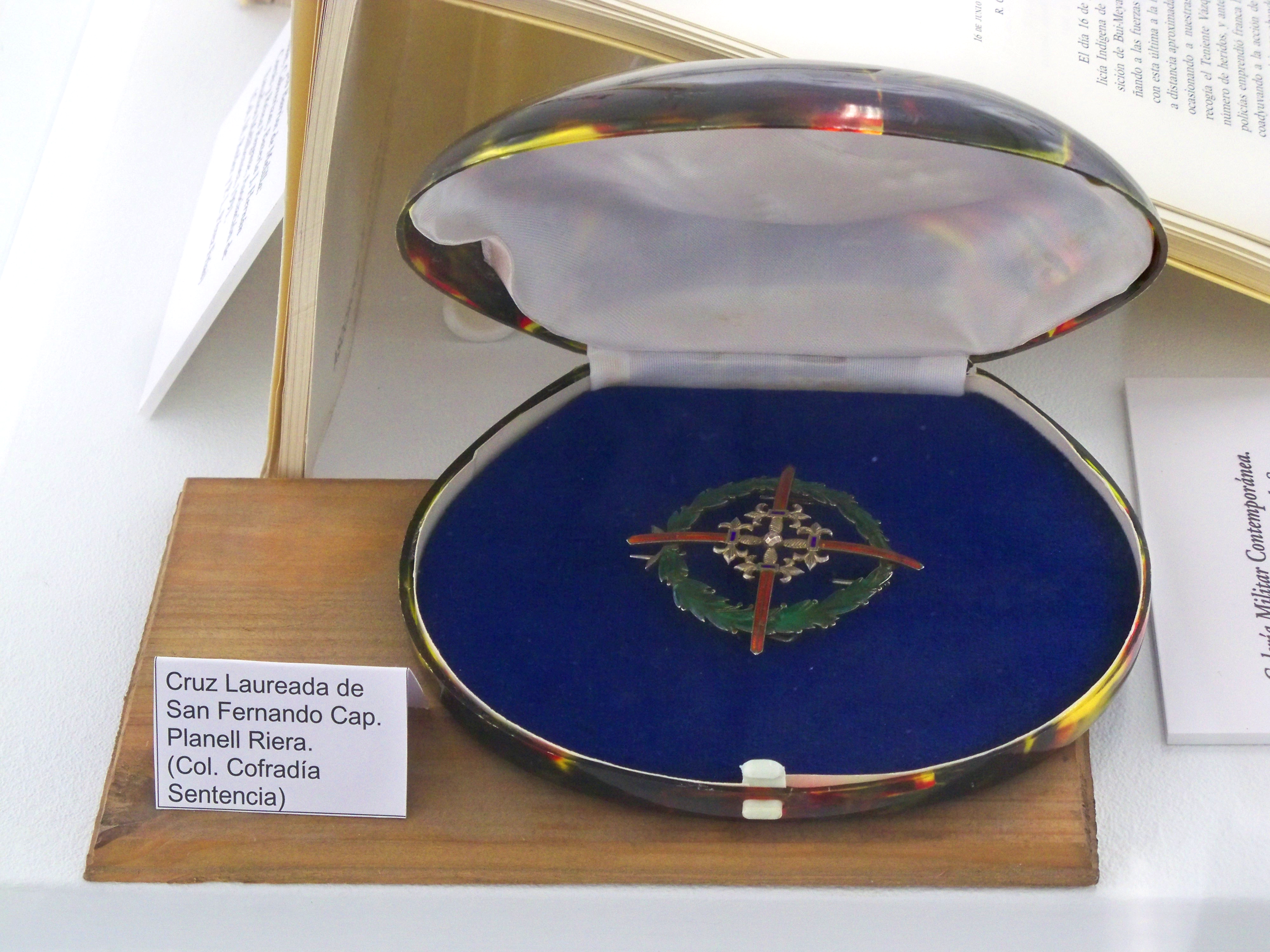
La Croix laurée de Saint-Ferdinand décernée au capitaine Joaquín Planell Riera.

Sur ces entrefaites, le roi Alphonse XIII lui octroya la croix laurée de Saint-Ferdinand, en même temps que lui fut attribuée une nouvelle Médaille de souffrances pour la Patrie, eu égard à ses blessures.
En 1930, il décrocha une place de professeur auxiliaire en métallurgie et mécanique appliquée à l’École d’études supérieures militaires (Escuela de Estudios Superiores Militares, ou École d’état-major) à Madrid, mais devait assumer bientôt (après avoir contracté mariage) la fonction d’attaché militaire à Washington de 1930 à 1934.

### Sous la République
Le 22 avril 1931, Planell prêta le serment de fidélité à la République et fut à nouveau promu (après avoir été de son propre gré rétrogradé au grade de capitaine pendant son séjour aux États-Unis) commandant en février 1934.
Cette même année, il alla faire partie de la commission chargée d’organiser la création de coopératives militaires et de rédiger un mémoire sur la mobilisation des industries civiles établies à Madrid, à l’effet qu’elles se convertissent à la production de projectiles et de détonateurs, ainsi que sur celle des entreprises du bâtiment.

### Guerre civile
Au moment du coup d’État militaire de juillet 1936, Planell se trouvait en villégiature à Altea, dans la province d’Alicante, et résolut de ne pas donner suite à l’ordre de mobilisation, mais de se rendre secrètement à Madrid, dans le dessein de passer dans le camp insurgé. Cependant, il fut découvert et écroué le 2 septembre dans la prison de Ventas, mais élargi le 23 février 1937. Il alla alors se réfugier dans la légation du Panama, puis à l’ambassade de Cuba et de France, où il réussit à obtenir un faux passeport lui permettant de partir pour Valence, où il s’embarqua à destination de la France le 27 juillet 1937. Il passa ensuite par Irún dans la zone nationaliste, où il se présenta aux autorités franquistes de Burgos et leur remit un compte rendu sur ses activités pendant la guerre civile.
Le 1er septembre 1937, il fut engagé pour toute la durée du conflit armé à la Direction générale de l’artillerie du quartier-général de Franco en tant que chef du département Fabrication, auquel titre il visita en juin 1939 plusieurs sites industriels allemands. En janvier 1940, il reçut une affectation à la Direction générale de l’industrie et du matériel, et en juin de la même année fut élevé au rang de lieutenant-colonel. En août, il entreprit un voyage en Allemagne pour faire l’acquisition du brevet des bagues de renforcement en fer capillaire pour projectiles, visiter plusieurs usines et s’informer sur les explosifs, les modèles d’hydrophones et les matériaux d’artillerie. À son retour en Espagne, il fut envoyé en mission à Bilbao et Mondragón pour y préparer la production de cartouches d’acier.

### Institut national de l’industrie (INI) (1941-1951)
En décembre 1941, il rejoignit l’Institut national de l'industrie (INI), fondé en septembre de la même année, et en fut nommé vice-président en 1945, demeurant dans cette fonction jusqu’en 1951. Il combina cette fonction avec la charge de président de l’Empresa Nacional Calvo Sotelo (usine d’hydrocarbures et de lubrifiants, que l’INI avait contribué à créer), charge qu’il remplit de 1944 à 1956,.

### Ministre de l’Industrie (1951-1962)
En 1950, Planell monta au grade de colonel et fut placé le 15 juillet 1951, sur proposition de l’amiral Luis Carrero Blanco, à la tête du ministère de l’Industrie, en remplacement de Juan Antonio Suanzes, de qui il était l’homme de confiance. Sous son mandat, l’industrie militaire espagnole put bénéficier des effets du Pacte d’aide mutuelle de 1953 signé avec les États-Unis, mais connut ensuite une grave crise, cette branche industrielle restant en effet tributaire des technologies et fournitures étrangères. Mis à la retraite de l’armée en 1955, et promu général de réserve, Planell garda son portefeuille de ministre de l’Industrie jusqu’en juillet 1962, date à laquelle il dut céder la place à Gregorio López-Bravo, après l’échec et l’abandon de la politique d’autarcie et en accord avec la direction nouvelle donnée à la politique économique espagnole. Après sa destitution, il fut désigné directeur de la Banco de Crédito Industrial.